# Kraftwerk Bergkamen
Das Kraftwerk Bergkamen ist ein Steinkohlekraftwerk in Bergkamen im Kreis Unna.

## Geschichte
1978 wurde zum Zweck des Kraftwerkbetriebs die Projektgesellschaft STEAG und RWE Power, Gemeinschaftskraftwerk Bergkamen A oHG gegründet. RWE Power hielt an dieser Gesellschaft Anteile in Höhe von 51 %, die restlichen 49 % entfielen auf die Steag GmbH.
1981 wurde das Kraftwerk am Datteln-Hamm-Kanal in Betrieb genommen, allerdings war zu diesem Zeitpunkt die Rauchgasentschwefelungsanlage nur in einer ersten Ausbaustufe vorhanden.
1985 wurde die Rauchgasentschwefelungsanlage nach vier Betriebsjahren fertiggestellt.
1989 wurde darüber hinaus eine Anlage zur Stickstoffoxid-Minderung (Rauchgasentstickung) in Betrieb genommen.
2008 wurde durch ein Retrofit die Leistung des Kraftwerks um 33 MW erhöht, seitdem beträgt die Leistung 780 MW.
Im November 2018 wurde bekannt, dass RWE ihren 51-prozentigen Anteil am Gemeinschaftskraftwerk für einen nicht genannten Kaufpreis an die Steag veräußert. Die Steag ist somit ab 2019 alleiniger Eigentümer und weiterhin Betreiber des Kraftwerks.
2021 erhielt das Kraftwerk einen Zuschlag bei der dritten Ausschreibung zum Ausstieg aus der Kohleverstromung in Deutschland und darf damit voraussichtlich ab dem 31. Oktober 2022 keine Kohle mehr verfeuern. Mit Beginn der Energiekrise seit 2021 konnte das Kraftwerk zeitweise im September und Oktober keinen Strom produzieren, da wegen des stark gestiegenen Preises für Steinkohle kein Brennstoff per Binnenschiff geliefert werden konnte. Die Energiekrise machte den Weiterbetrieb des Kraftwerks erforderlich und für die Steag wirtschaftlich attraktiv. Der Betrieb war bis zum 31. März 2024 befristet. Am 10. Juni 2022 stellte die Bundesnetzagentur die Systemrelevanz des Kraftwerkes bis mindestens zum 31. Oktober 2024 fest, so dass es bis zu diesem Datum nicht endgültig stillgelegt werden kann. Die Ausweisung als systemrelevantes Kraftwerk wurde im Februar 2024 bis zum 31. März 2026 verlängert. Seit dem 31. März 2024 gilt das Verbot der Kohleverstromung, sodass das Kraftwerk zurzeit nur noch als Netzreserve zur Verfügung steht.

## Technische Daten
Das Kraftwerk hat eine installierte Bruttoleistung von 717 Megawatt (MW).
Um den Strom und die Fernwärme zu produzieren, wurden im Jahr 2011 ca. 1.200.000 Tonnen Steinkohle verbrannt, dabei entstanden im gleichen Zeitraum durch die Kohleverbrennung im Kraftwerk 3.150.000 Tonnen Kohlendioxid (894,89 Tonnen CO2 pro GWh).
Das Kraftwerk wird von der Steag GmbH betrieben.
Für Antransport der Kohle und Abtransport der Asche hat das Kraftwerk einen eigenen Hafen am Datteln-Hamm-Kanal. Die produzierte Fernwärme wird durch die Fernwärmeversorgung Niederrhein GmbH für die Wärme-Versorgung der Stadt Bergkamen verwendet. Der Schornstein des Kraftwerks ist 284 Meter hoch.
Der Anschluss an das Übertragungsnetz von Amprion erfolgt auf der 380-kV-Ebene über die Schaltanlage beim Gersteinwerk.

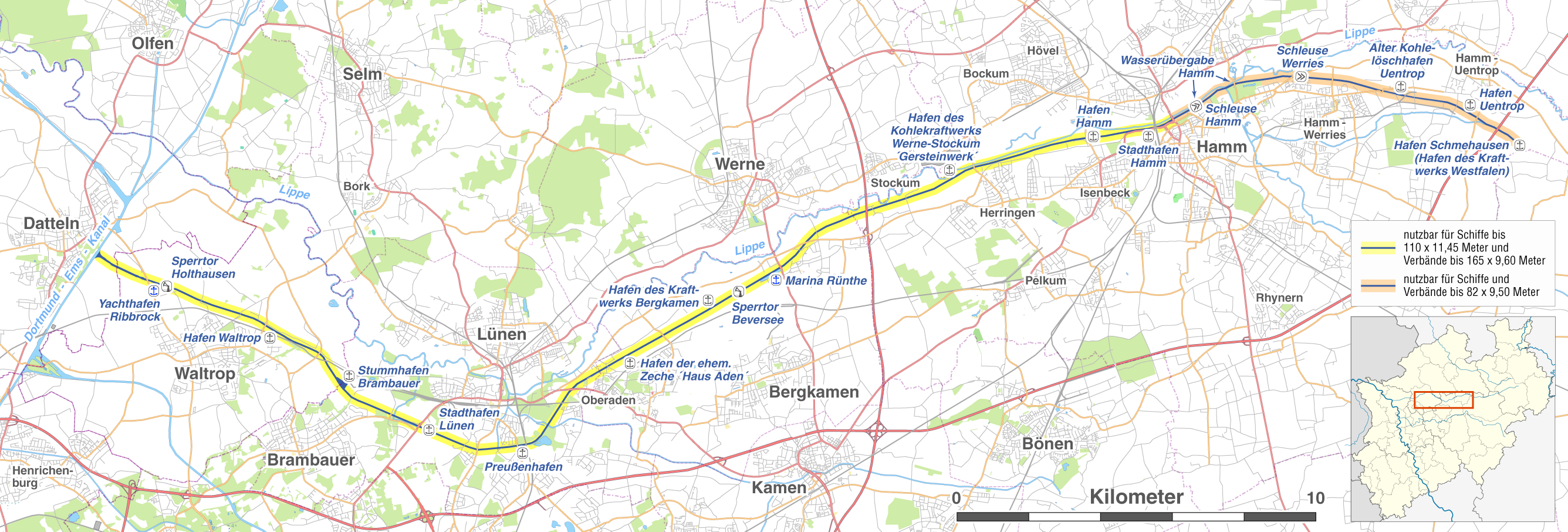
Lage am Datteln-Hamm-Kanal
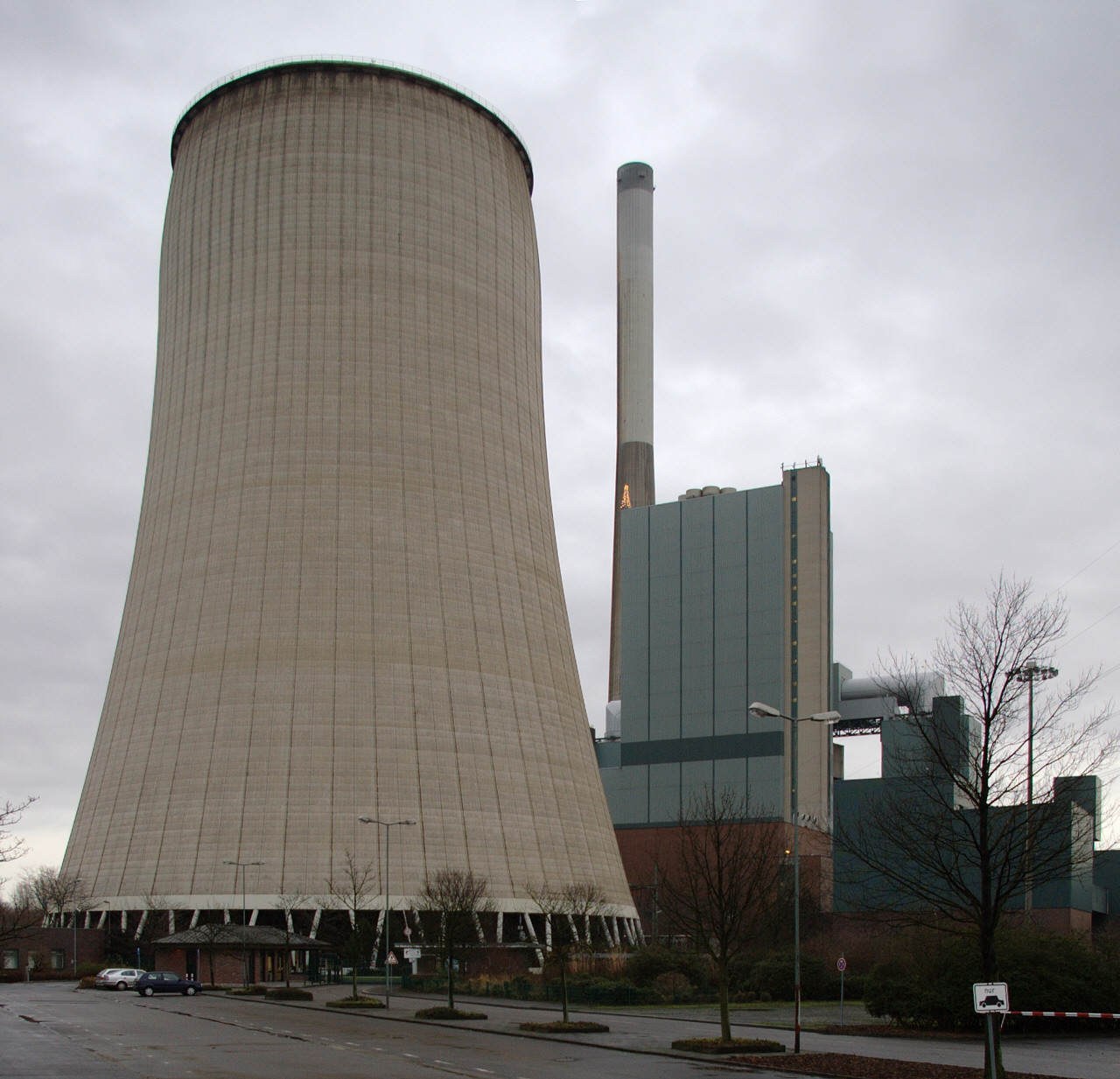
Kühlturm
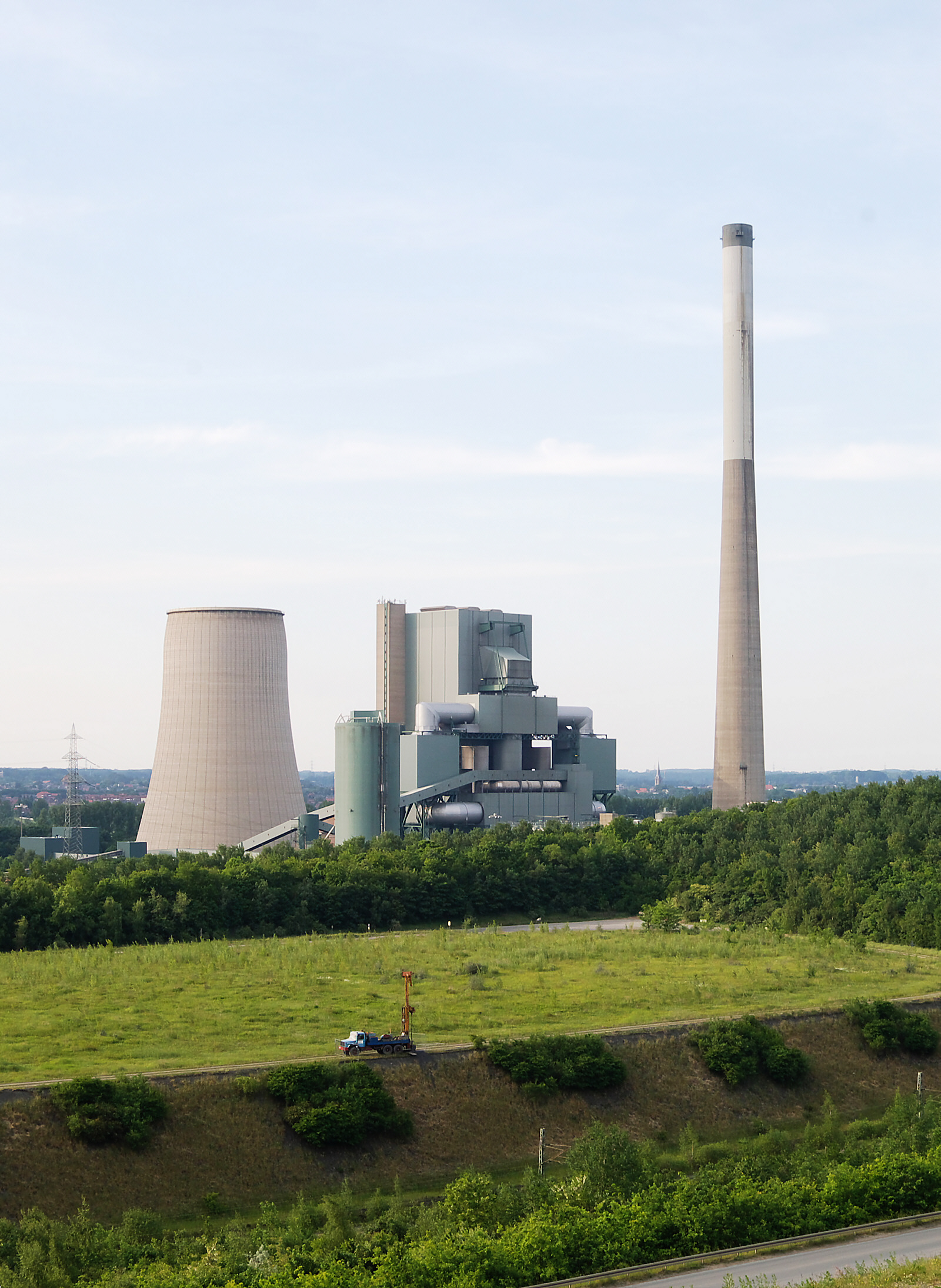
Blick von der Halde Großes Holz
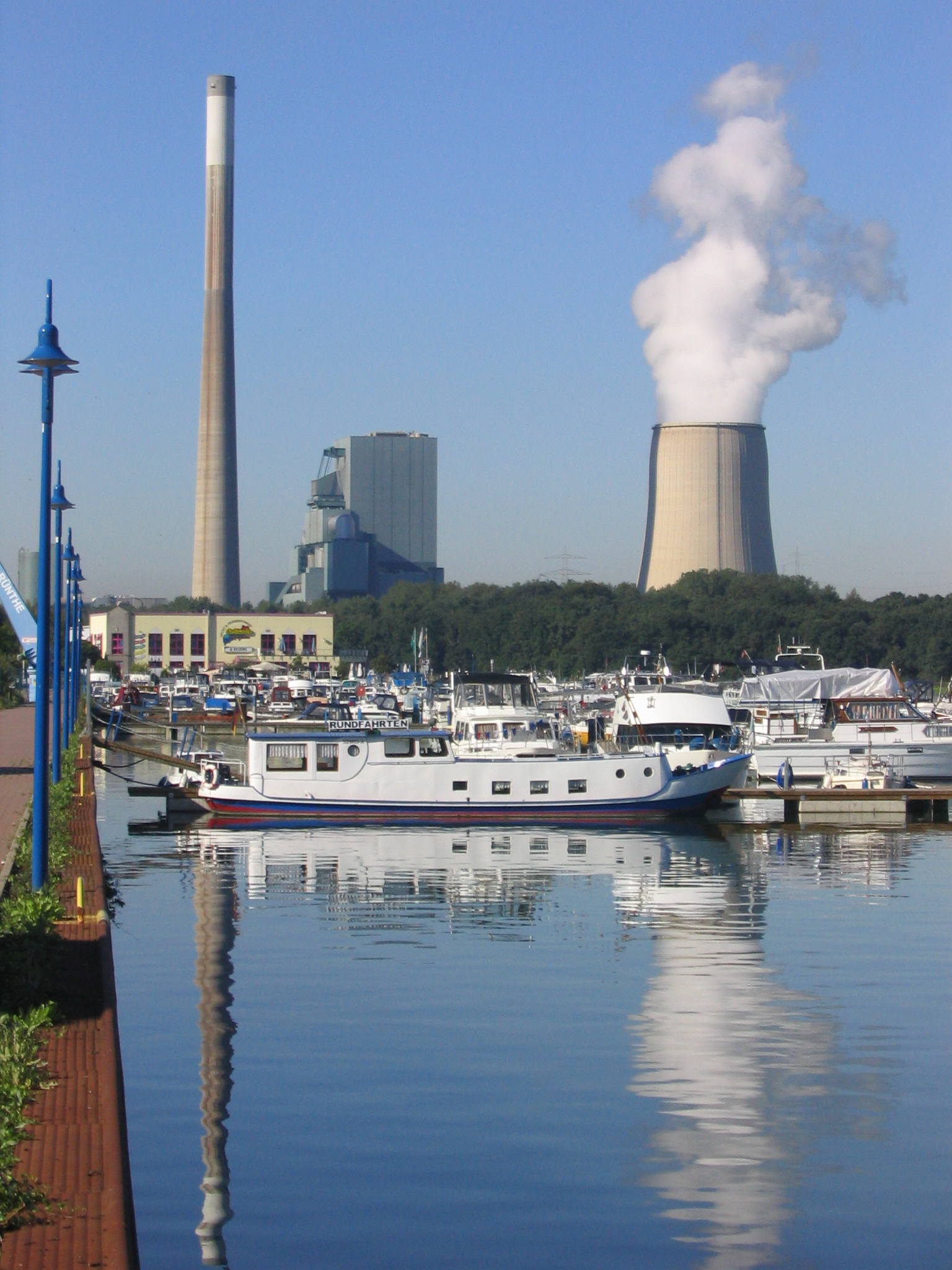
Marina Rünthe, im Hintergrund das Kraftwerk

## Emissionen
Kohlekraftwerke stehen aufgrund ihres Schadstoffausstoßes in der Kritik. Auch nach dem Einbau von Filteranlagen in den 1980er Jahren, die den Großteil des Schwefels aus den Abgasen entfernen, stoßen Kohlekraftwerke weiterhin relevante Mengen Schwefeldioxid aus. Neben Schwefeldioxid gelangen umwelt- und gesundheitsschädliche Stickstoffoxide sowie gesundheitsschädliche Feinstäube, darin enthaltene Schwermetalle und PAK in die Umwelt. In Deutschland trug die Energiewirtschaft 2010 mit 71 % (6,571 Tonnen) zur Gesamt-Quecksilberemission bei.
Die Schadstoffemissionen aller großen Kohlekraftwerke und Industrieanlagen sind im Europäischen Schadstoffemissionsregister (via deutschem Portal www.Thru.de) veröffentlicht.
Emissionen unterhalb der berichtspflichtigen Mengenschwelle sind in der Tabelle mit „<“ neben dem Grenzwert aufgeführt.

### Luftschadstoffe
| Kraftwerk     | Produzierte Strommenge | Kohle-verbrauch | Kohlendioxid (CO2) | Stickoxide (NOx/NO2) | Schwefeloxide (SOx/SO2) | Kohlen-monoxid (CO) | Anorganische Chlor-verbindungen als HCl | Feinstaub (PM10)    | NMVOC (Flüchtige organische Verbindungen) | Anorganische Fluor-verbindungen als HF | Distickoxid (N2O)   | Benzol (C6H6)       | Blei (Pb)           | Chrom (Cr)          | Nickel (Ni)         | Queck-silber (Hg) | Arsen (As)          | Cadmium (Cd)        |
| ------------- | ---------------------- | --------------- | ------------------ | -------------------- | ----------------------- | ------------------- | --------------------------------------- | ------------------- | ----------------------------------------- | -------------------------------------- | ------------------- | ------------------- | ------------------- | ------------------- | ------------------- | ----------------- | ------------------- | ------------------- |
| Bergkamen     | 3.520 GWh              | 1.200.000 t     | 3.150.000 t        | 2.150 t              | 2.280 t                 | <500 t              | 237 t                                   | <100 t              | <100 t                                    | 81.200 kg                              | <10.000 kg          | <1000 kg            | <200 kg             | <100 kg             | <50 kg              | 19,2 kg           | <20 kg              | <10 kg              |
| Menge pro GWh | 1 GWh                  | 340,91 t        | 894,89 t           | 0,611 t              | 0,648 t                 | keine genauen Daten | 0,0673 t                                | keine genauen Daten | keine genauen Daten                       | 25,093 kg                              | keine genauen Daten | keine genauen Daten | keine genauen Daten | keine genauen Daten | keine genauen Daten | 0,0055 kg         | keine genauen Daten | keine genauen Daten |

### Wasserschadstoffe
| Kraftwerk     | Produzierte Strommenge | Kohleverbrauch | Chloride –Abwasser– | Fluoride (als Gesamt-F) –Abwasser– | Zink (Zn) –Abwasser– | Kupfer (Cu) –Abwasser– |
| ------------- | ---------------------- | -------------- | ------------------- | ---------------------------------- | -------------------- | ---------------------- |
| Bergkamen     | 3.520 GWh              | 1.200.000 t    | <2.000.000 kg       | 3.940 kg                           | 85,7 kg              | <50 kg                 |
| Menge pro GWh | 1 GWh                  | 340,91 t       | keine genauen Daten | 1,119 kg                           | 0,024 kg             | keine genauen Daten    |

### Feste Schadstoffe (Verbringung gefährlicher Abfälle)
| Kraftwerk           | Produzierte Strommenge | Kohleverbrauch | Gesamtabfallmenge | Abfall zur Beseitigung | Abfall zur Verwertung |
| ------------------- | ---------------------- | -------------- | ----------------- | ---------------------- | --------------------- |
| Kraftwerk Bergkamen | 3.520 GWh              | 1.200.000 t    | 291 t             | 269 t                  | 22 t                  |
| Menge pro GWh       | 1 GWh                  | 340,91 t       | 82 kg             | 76 kg                  | 6 kg                  |

### Volkswirtschaftliche Kosten durch Emissionen (Umwelt- und Gesundheitsschäden)
Die Europäische Umweltagentur hat die volkswirtschaftlichen Kosten durch Umwelt- und Gesundheitsschäden der 28.000 größten Industrieanlagen in Europa anhand der im PRTR gemeldeten Emissionsdaten (Berichtsjahr 2009) im Rahmen einer wissenschaftlichen Studie berechnet.
Diese Studie wurde von der EU-Kommission beauftragt, Grundlage für die Berechnungen lieferten neben den Emissionsdaten aus dem Europäischen Schadstofffreisetzungs- und Verbringungsregister weitere epidemiologische Studien zu den Gesundheitsfolgen von Feinstaub. Zusätzlich wurden Kosten für die Behandlung von Erkrankungen durch die freigesetzten Schadstoffe und den Arbeitsausfall durch diese Erkrankungen berechnet.
| Berichtsjahr | Verursacher                                     | Schadenskosten pro Jahr | Einheit        |
| ------------ | ----------------------------------------------- | ----------------------- | -------------- |
| 2009         | Kraftwerk Bergkamen                             | 169–265                 | Millionen Euro |
| 2009         | Gesamtsumme 28.000 Industrieanlagen in Europa   | 102.000–169.000         | Millionen Euro |
| 2009         | Durchschnittswert pro Industrieanlage in Europa | 3,64–6,04               | Millionen Euro |